# Homonoea rotundipennis
Homonoea rotundipennis là một loài bọ cánh cứng trong họ Cerambycidae.